# Drukarka termosublimacyjna

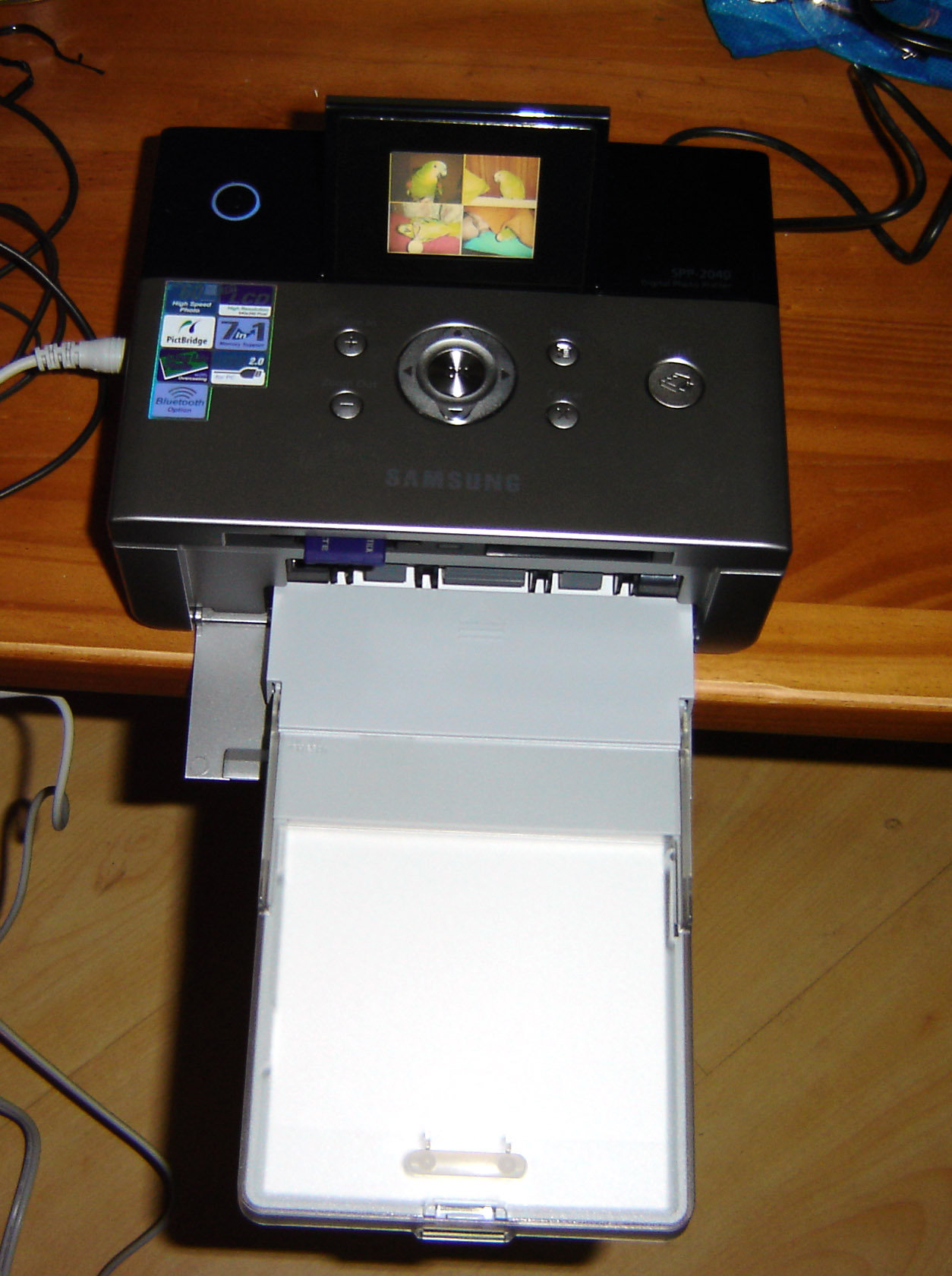
Drukarka sublimacyjna Samsung SPP-2040

Drukarka termosublimacyjna lub sublimacyjna – typ drukarki wykorzystujący ciepło do przenoszenia barwnika na określony nośnik druku.
Nazwę tej drukarki na początku określono jako „termosublimacyjna”, gdyż uważano, że barwnik przechodził ze stanu stałego do gazowego z pominięciem stanu ciekłego. Jak się później okazało, takie rozumienie zachodzących procesów było nieprawidłowe. Od tego momentu proces ten jest czasami określany jako dyfuzja barwnika, lecz pomimo tego nazwa drukarki nie została zmieniona.

## Zasada działania
Barwniki umieszczone są na specjalnej, zazwyczaj trójkolorowej wstędze (Cyan, Magenta, Yellow), często z dodatkową warstwą wodoodporną i chroniącą przed promieniowaniem UV (Overcoating), w systemie CMYO. W przypadkach, gdy istnieje potrzeba drukowania tekstu lub kodów kreskowych, stosuje się dodatkową barwę (black) w systemie YMCKO.
W większości znanych drukarek termosublimacyjnych następuje nakładanie każdego koloru oddzielnie, barwnik jest przechowywany na poliestrowej wstędze w ten sposób, że każdy kolor jest umieszczony na oddzielnym panelu. Każdy taki kolorowy panel ma rozmiar nośnika, na którym będzie dokonywany wydruk.
Podczas cyklu drukowania rolki drukarki przesuwają nośnik wraz z jednym z kolorowych paneli pod głowicą drukującą, która zwykle ma taką samą szerokość, jak krótszy bok zadrukowywanego nośnika. Drobne elementy grzejne głowicy reagują bardzo szybko na zmiany temperatury nakładając różne ilości barwnika w zależności od ilości podanego ciepła. Po przejściu do stanu gazowego barwnik dyfunduje na nośnik druku i się zestala. Po zakończeniu pokrywania nośnika jednym kolorem, następuje przewinięcie wstęgi do następnego kolorowego panelu i częściowo wysunięcie nośnika z drukarki, aby przygotować się do następnego cyklu. Cały proces jest powtarzany cztery lub pięć razy w zależności od ilości nakładanych warstw kolorów. Pierwsze trzy nałożone kolory (CMY) tworzą kompletny obraz; następnie, w zależności od potrzeby, może być wykonany proces nakładania koloru czarnego (K), aż w końcu ostatnia warstwa (O) tworzy na wierzchu laminat. Warstwa ta chroni barwniki przed degradacją lub resublimacją w przypadku chwytania rękoma lub narażania wydruku na podwyższoną temperaturę.

## Zalety i wady
Podstawową zaletą tego rodzaju druku jest wysoka, fotograficzna jakość obrazu, pod wieloma względami lepsza od wydruków atramentowych. Sposób nakładania barwnika powoduje, że praktycznie nie widać rastrowej struktury wydruku, dodatkowo możliwe jest precyzyjne kontrolowanie odcienia każdego punktu obrazu przez zmianę temperatury i czasu trwania transferu, co pozwala uzyskać prawdziwą 24-bitową głębię koloru dla każdego piksela. Typowa rozdzielczość drukarek termosublimacyjnych – 300 dpi – porównywana jest zwykle do drukarek atramentowych o rozdzielczości ok. 4800 dpi.
Inną cechą, dającą wydrukom termosublimacyjnym przewagę nad atramentowymi, jest ich trwałość. Barwniki stosowane w typowych drukarkach atramentowych blakną pod wpływem promieniowania UV i procesów chemicznych dużo szybciej, niż bardziej stabilne barwniki używane w opisywanej technologii. Dodatkowo, wydruki opuszczające drukarkę są od razu suche i odporne na działanie wody.
Istotną wadą technologii stosowanej w konsumenckich drukarkach tego typu jest ograniczenie rozmiaru wydruku i niska wydajność przy druku tekstu, a także konieczność stosowania specjalnych papierów. Cechy te wykluczają stosowanie tych drukarek jako narzędzi biurowych.